# Trinectes opercularis
Trinectes opercularis is een  straalvinnige vissensoort uit de familie van amerikaanse tongen (Achiridae). De wetenschappelijke naam van de soort is voor het eerst geldig gepubliceerd in 1944 door Nichols & Murphy.
De soort staat op de Rode Lijst van de IUCN als Onzeker, beoordelingsjaar 2008.